# Seifertshof
Seifertshof ist ein Gemeindeteil des Marktes Geroda im unterfränkischen Landkreis Bad Kissingen in Bayern. Seifertshof liegt in der Gemarkung Platz.

## Geographische Lage
Die Einöde liegt an einem namenlosen rechten Zufluss der Thulba und ist von allen Seiten außer dem Osten eingebettet im Waldgebiet Streit. Ein Anliegerweg führt nach Geroda (1,8 km nördlich).

## Geschichte
Mit dem Gemeindeedikt (frühes 19. Jahrhundert) wurde Seifertshof der neu gebildeten Ruralgemeinde Platz zugewiesen. Am 1. Juli 1971 wurde Seifertshof im Rahmen der Gebietsreform in Bayern in den Markt Geroda eingegliedert.